# Minona fernandinensis
Minona fernandinensis är en plattmaskart som beskrevs av Ax 1977. Minona fernandinensis ingår i släktet Minona och familjen Monocelididae. Inga underarter finns listade i Catalogue of Life.